# NGC 2829
NGC 2829 – obiekt astronomiczny położony w gwiazdozbiorze Rysia, odkryty 13 marca 1850 roku przez George’a Stoneya – asystenta Williama Parsonsa. Jego identyfikacja nie jest pewna ze względu na niedokładność podanej przez odkrywcę pozycji oraz fakt, że w jej pobliżu nie ma żadnych jasnych obiektów astronomicznych, a jedynie kilka słabo widocznych galaktyk i gwiazd. Z tego też powodu źródła identyfikują ten obiekt w różny sposób:
- według bazy SIMBAD NGC 2829 to galaktyka PGC 26356[1] (zdjęcie i pozycja w infoboksie po prawej)
- według NASA/IPAC Extragalactic Database (NED) to para galaktyk – PGC 26356 wraz z bliską sąsiadką[3] (na zdjęciu po prawej to mała niebieska galaktyka na lewo od PGC 26356)
- gwiazda 2MASS J09193846+3339122 – leży ona najbliżej pozycji obiektu zaznaczonej na szkicu narysowanym przez Stoneya[2]
- galaktyka soczewkowata (S0) PGC 2036350[4] – ta kandydatura jest najmniej prawdopodobna – galaktyka ta jest położona najdalej od pozycji podanej przez Stoneya[2] (nie ma jej na zdjęciu po prawej)